# 3484 Neugebauer
3484 Neugebauer је астероид главног астероидног појаса са средњом удаљеношћу од Сунца која износи 2,589 астрономских јединица (АЈ).
Апсолутна магнитуда астероида је 12,7.